# Rosquilletres
Rosquilletres és un programa de televisió amb format de concurs educatiu que emet el canal públic valencià À Punt des dels seus inicis l'any 2017.
En la primera temporada, el concurs era radiofònic i s'emetia els dissabtes i diumenges en horari d'11:30 a 12:30 hores amb la presentadora Laura Sanchis al capdavant. La segona temporada va combinar el format radiofònic amb el televisiu mantenint el mateix horari de cap de setmana i dinàmica de concurs, amb Rafa Albert com a presentador a la ràdio i Laura Sanchis a la televisió. La temporada següent va passar a emetre's exclusivament per televisió amb Laura Sanchis.
El concurs enfronta alumnes de tercer d'ESO de diferents centres escolars del País Valencià que han de lletrejar diferents paraules en valencià i resoldre jocs lingüístics enginyosos. En cada temporada del concurs un total de 140 equips (format per 3 alumnes d'un centre educatiu diferent) s'enfronten per aconseguir ser els primers del rànquing de la seua zona i participar en la gran final del Rosquilletres. En cada programa participen 2 equips i, en la versió televisiva, s'enregistra en un teatre diferent del País Valencià